# Diane Bertrand
Diane Bertrand (Paris, 20 de novembro de 1951) é uma diretora, roteirista e escritora de livros infantis francesa. Ela é ex-esposa do cineasta Jean-Pierre Jeunet, e conhecida pelos filmes Un samedi sur la Terre e L'Annulaire, este último a estréia da modelo Olga Kurylenko como atriz.

## Biografia
Diane Bertrand nasceu em 20 de novembro de 1951 em Paris, na França. Estudou na Universidade de Aix-en-Provence até a pós-graduação em etnologia, sociologia e economia. Sua juventude foi marcada por inúmeras estadias longas no exterior, primeiro na América Latina e depois na África. Cada retorno à França lhe deu a oportunidade de trabalhar no ramo do entretenimento, onde foi assistente de direção, coreógrafa e atriz. Seu relacionamento com Jean-Pierre Jeunet, o diretor de Le fabuleux destin d'Amélie Poulain e Alien Resurrection, a comprometeram resolutamente com o cinema. Ela assinou seu primeiro curta-metragem em 1986, Côté cour. Ela foi revelada ao grande público em 1991, quando seu curta-metragem 25 décembre 58, 10h36 recebeu o Prêmio do Público no festival de Clermont-Ferrand; seguido pelo César de 1992 de Melhor Curta-Metragem. Além de curtas-metragens, faria também documentários e videoclipes. Apareceria diante da câmera no curta-metragem Foutaises em 1989, e repetiu a experiência onze anos depois em Virilité, lançado em 2000.
Diane dirigiu o seu primeiro longa-metragem em 1996, Un samedi sur la Terre, um filme experimental baseado em uma narrativa de quebra-cabeça que incentiva o espectador a juntar as peças da ação. O filme foi exibido naquele ano no festival Un certain regard em Cannes. Este sucesso seria seguido pelo filme de televisão L'Occasionnelle (1999) e o segmento Tube du jour no filme Scénarios sur la drogue (2000). A diretora atrairia atenção novamente com L'Annulaire (2005), a adaptação homônima do romance de Yôko Ogawa, que explora temas como poder e fetichismo. O filme estrelou a modelo ucraniana Olga Kurylenko como a protagonista Iris na sua estréia como atriz; o que lhe rendeu o prêmio de Melhor Atriz no Festival Internacional de Cinema do Brooklyn. Em 2008, foi lançado Baby Blues, estrelado por Karin Viard e Stefano Accorsi. Com este filme, a diretora rompeu completamente com o estilo de seus trabalhos anteriores e lançou-se em uma comédia romântica sobre a crise de meia-idade de uma mulher que precisa escolher entre sua carreira e seu desejo de ter um filho.

## Filmografia parcial

### Diretora
| Ano  | Título                  | Notas                                                                                     |
| ---- | ----------------------- | ----------------------------------------------------------------------------------------- |
| 1986 | Côté cour               | Curta-metragem.                                                                           |
| 1991 | Fine Charcuterie        | Curta-metragem de 13:30min em forma de homenagem ao filme de Jeunet e Caro, Delicatessen. |
| 1991 | 25 décembre 58, 10h36   | Curta-metragem, prêmio César de Melhor Curta-Metragem.                                    |
| 1996 | Un samedi sur la Terre  | Seu primeiro longa-metragem.                                                              |
| 1999 | L'Occasionnelle         | Telefilme.                                                                                |
| 2000 | Scénarios sur la drogue | Segmento Tube du jour.                                                                    |
| 2005 | L'Annulaire             | Estréia de Olga Kurylenko.                                                                |
| 2008 | Baby Blues              |                                                                                           |

### Atriz
| Ano  | Título    | Personagem  | Notas           |
| ---- | --------- | ----------- | --------------- |
| 1989 | Foutaises |             | Curta-metragem. |
| 2000 | Virilité  | A americana |                 |

### Roteirista
| Ano  | Título                 | Notas                      |
| ---- | ---------------------- | -------------------------- |
| 1991 | 25 décembre 58, 10h36  | Curta-metragem.            |
| 1996 | Un samedi sur la Terre | Longa-metragem.            |
| 1999 | L'Occasionnelle        | Telefilme.                 |
| 2005 | L'Annulaire            | Estréia de Olga Kurylenko. |

## Prêmios
| Ano  | Festival | Categoria             | Filme                 | Resultado | Ref.   |
| ---- | -------- | --------------------- | --------------------- | --------- | ------ |
| 1992 | César    | Melhor Curta-Metragem | 25 décembre 58, 10h36 | Venceu    | [ 11 ] |